# Вознесенская церковь (Роище)
Вознесенская церковь — православный храм, объект культурного наследия в селе Роище Черниговской области.

## Охранный статус
Не стоит на государственном учёте.

## Описание
Вознесенская церковь — пример деревянной монументальной архитектуры Левобережной Украины конца 19 — начала 20 веков. Построена в 1901 году.
Расположена в южной части села на невысоком холме правого берега реки Стрижень. Сооружена по заказу церковной общины. Функционировала до 1930-х годов, затем была закрыта. Богослужение возобновлены в послевоенные годы.
Деревянная на кирпичном фундаменте. Одноглавая, одноапсидная, трёхалтарная (в честь Вознесения и Святых Николая и Михаила), крестообразная в плане с удлинённым западным раменами (прямоугольными объёмами) и трёхъярусной колокольней (высота около 25 м) над западным притвором. Все входы ориентированы на запад, но если боковые входы в северный и южный компартименты выделены только открытыми крыльцами и треугольными фронтонами чердаков на кронштейнах, то главный вход, и входы к лестнице и чулан (правее главного входа) выполнено в виде ступенчатого четырёхколонного портика, с возвышенной средней частью, подчёркнутой треугольным фронтоном. Над центральным фасадом — восьмерик колокольни, верхний ярус которой также украшен фронтонами. Венчается колокольня шатровой крышей с глухими фонариками и крестом. Главный объём увенчан восьмигранным двухъярусным барабаном, украшенный фронтонами и завершённый грушеобразной главой с главкой (маковкой) такой же формы.
Интерьер отмечается единством главного объёма и развитых хоров, выход на которые — со второго яруса колокольни. Переход от центрального четверика к барабану купола осуществляется с помощью плоских пандативов и залома. Центральный объем соединяется с боковыми компартиментами гранёными арками. Полы дощатые. В иконостасе и на стенах сохранилось свыше 20 икон 19 — начала 20 веков, имеющи художественную ценность (например, «Покрова», «Тайная вечеря», «Св. Варвара»). На третьем ярусе колокольни сохранился медный колокол, изготовленный на заводе Оловянишникова в Ярославле.